# Keeken

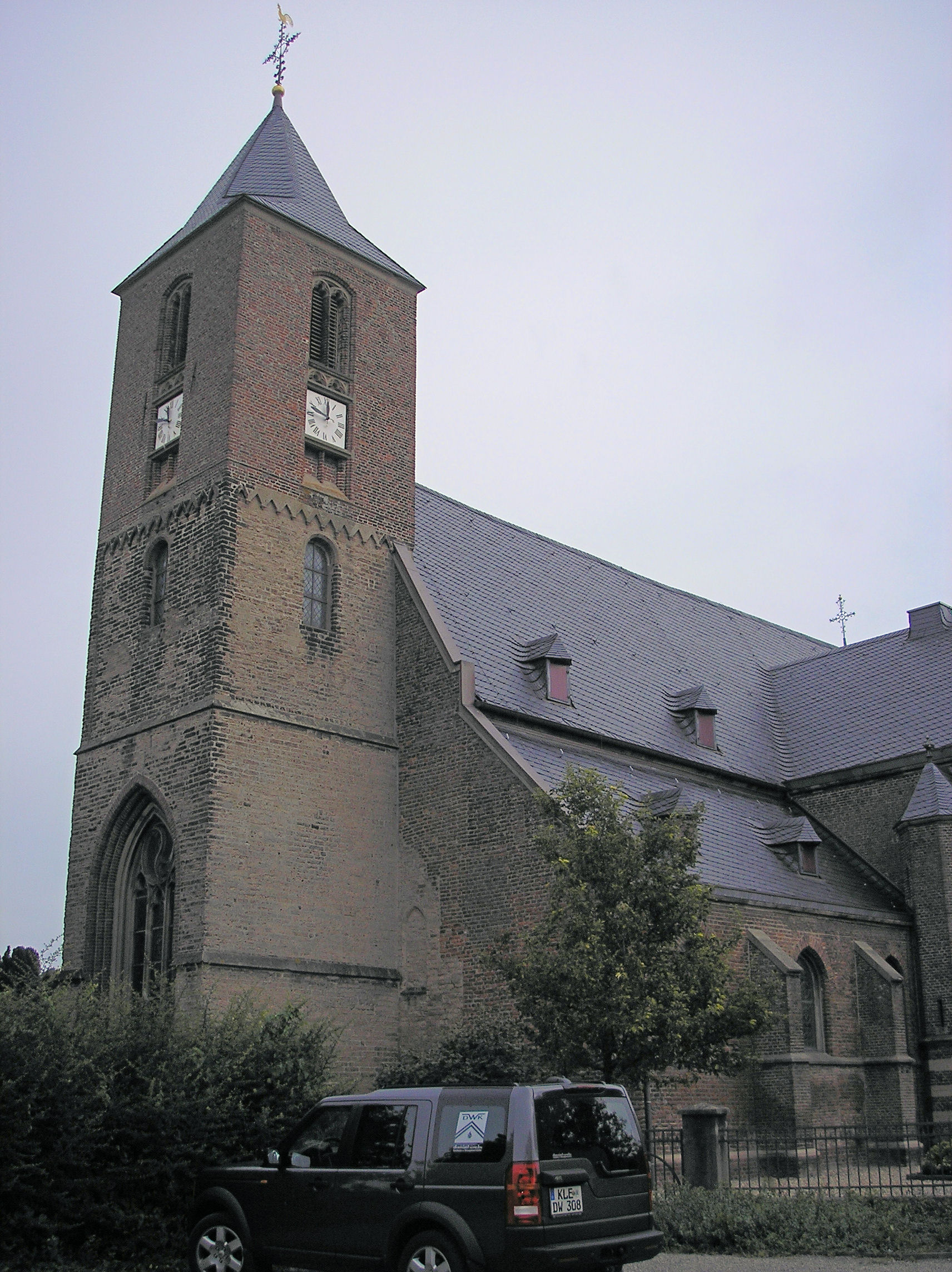
Katholische Kirche Keeken

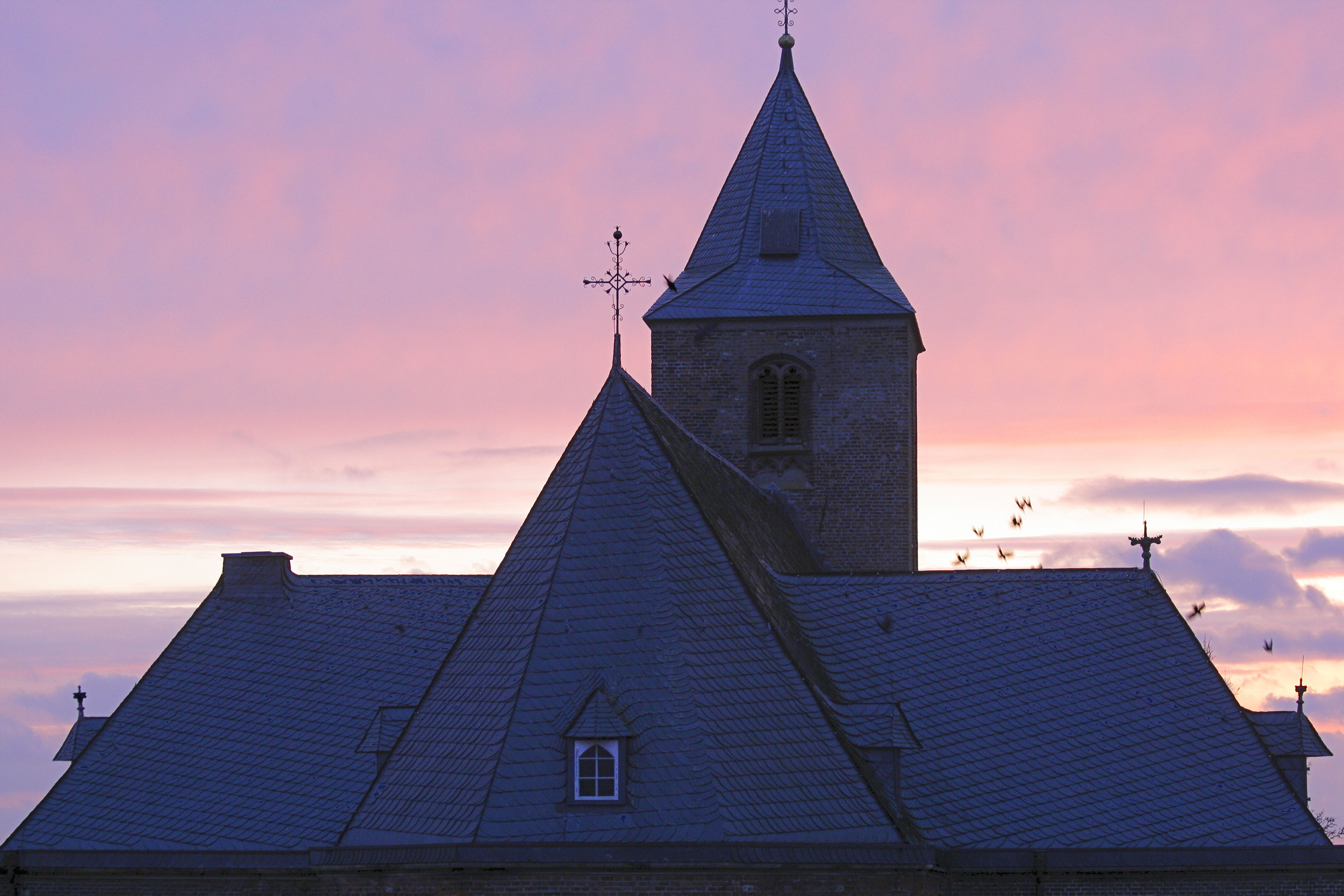
Katholische Kirche Keeken

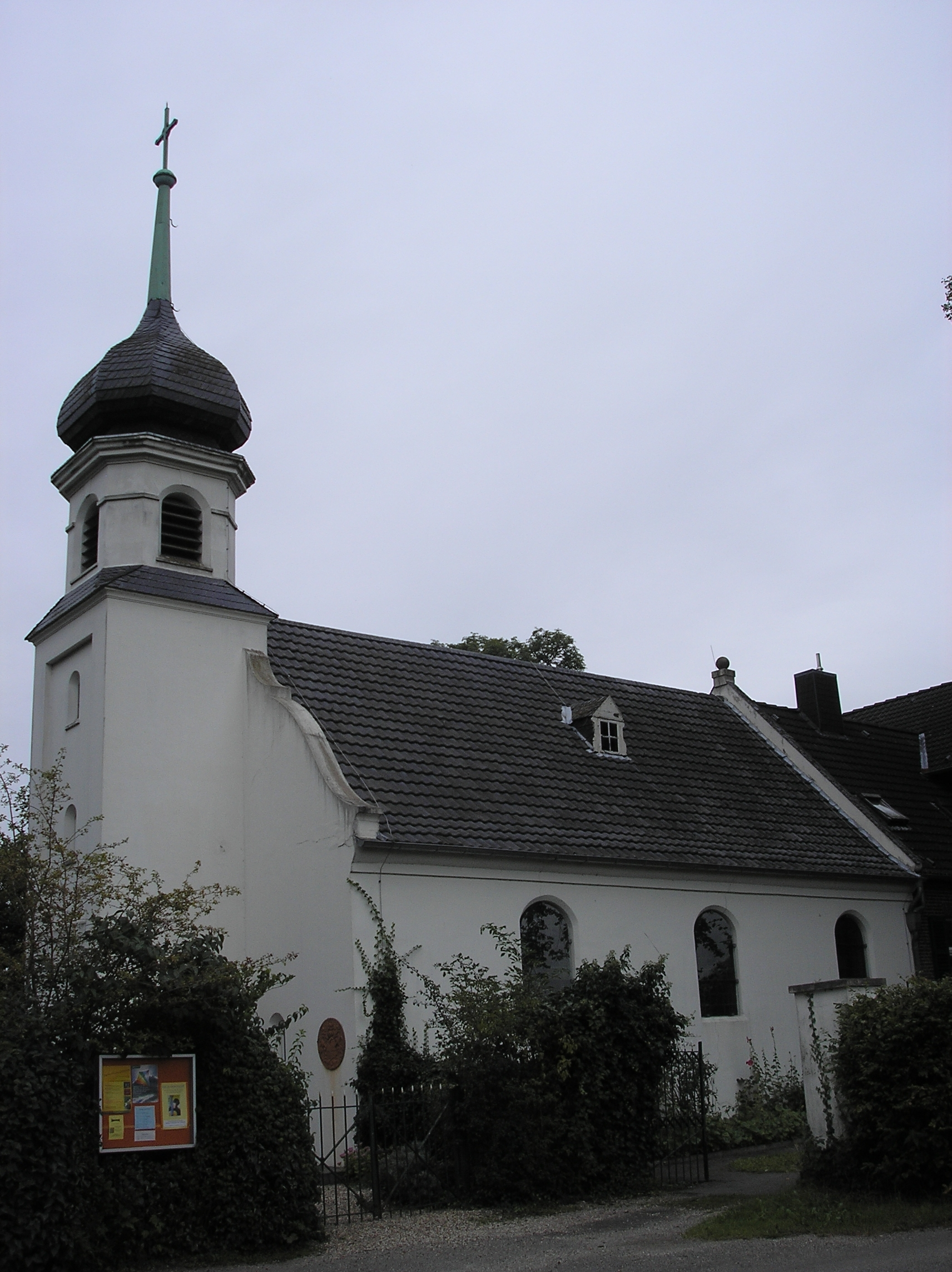
Evangelische Kirche Keeken

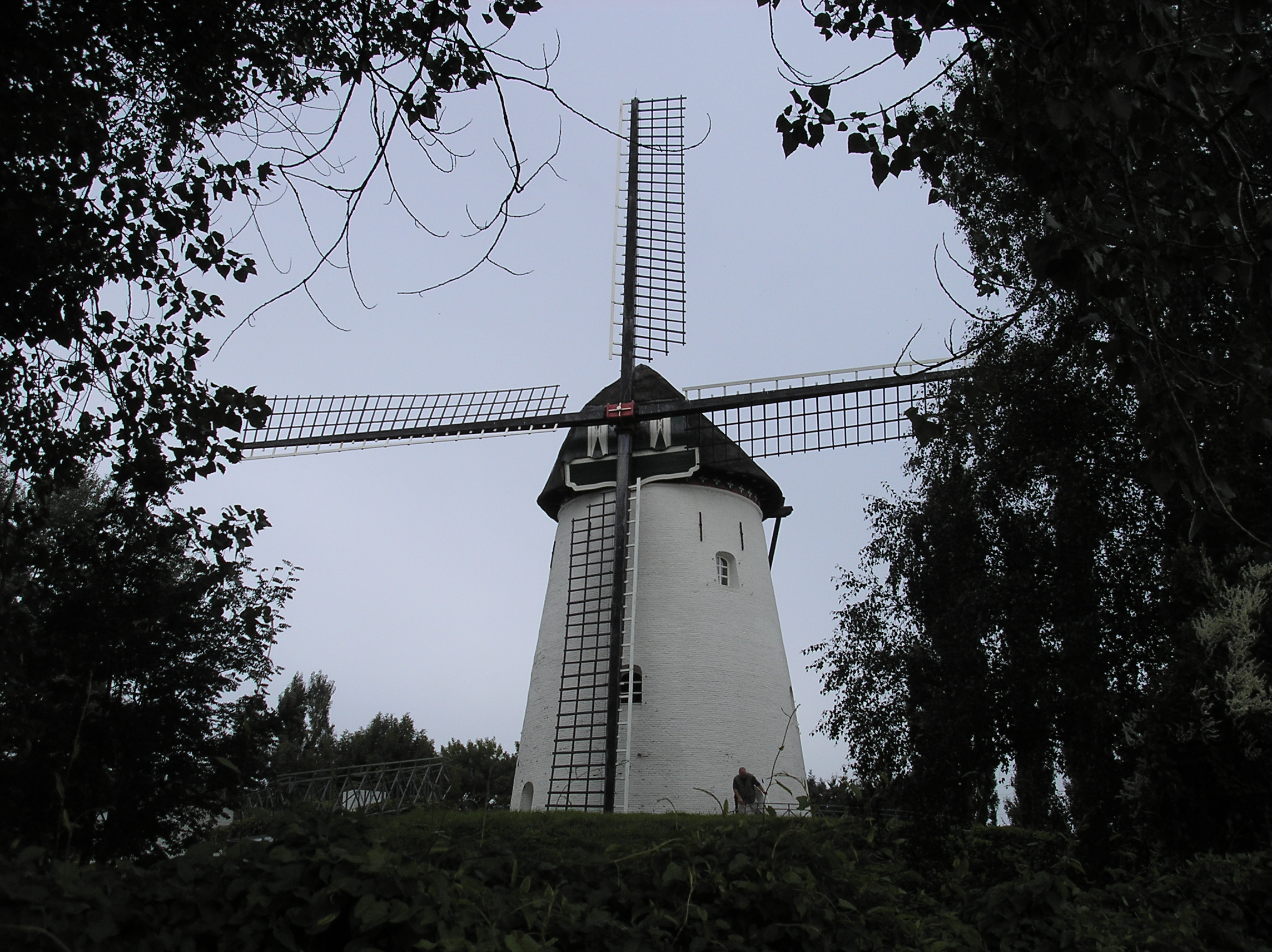
Windmühle Keeken

Keeken ist ein Ortsteil der Stadt Kleve (seit 1969). Keeken bildet ein Streudorf unmittelbar an der Grenze zu den Niederlanden am unteren Niederrhein.

## Geographie
Das durch die Landwirtschaft geprägte Dorf umfasst eine Fläche von 9,86 km² (10 % des Klever Stadtgebietes) und befindet sich auf einer mittleren Höhe von 12 Metern über NN. Es verfügt über fünf Landstraßen und rund 21 Kilometer Stadtstraßen.
Die Ortschaft Keeken liegt inmitten des Naturschutzgebietes Düffel. Große umgebende Gebiete sind geschützt nach der Fauna-Flora-Habitat-Richtlinie (FFH) sowie nach der europäischen Richtlinie zur Erhaltung wildlebender Vogelarten (Vogelschutzrichtlinie).

## Geschichte
Das heutige Gemeindegebiet war schon zur Zeit der Römer besiedelt. Im Bereich der Flure „Appeldorn“, „Binnenfeld“, „Fliersbongert“ und „Hasenhaus“ ist ein Kerngebiet sowie das es umgebende Gelände als Teil des Welterbes „Niedergermanischer Limes“ unter Schutz der UNESCO gestellt.
Das Dorf Keeken (Keckincghem = Kekene) ist fränkischen Ursprungs. Ungefähr ab 990 war es der Witwensitz der wenig tugendreichen Gräfin Adela, Gemahlin des Immedinger Immed IV. und Tochter des Wichmann von Hamaland, die in zweiter Ehe den Grafen Balderich heiratete. In Urkunden des 8. und 9. Jahrhunderts wird bereits Haus Keeken (später Wasserburg Haus Halt) erwähnt. Das Gründungsjahr der ersten Kirche ist leider unbekannt. Wie Düffelward ist Keeken im Sterbekalender der Xantener Stiftskirche zuerst beurkundet, so in einer um 1170 abgefassten Urkunde neben Rütger van der Horst und dem Burggrafen Suether von Cleve, eines Primanus von Keeken. Das Besetzungsrecht der Kirche in Keeken hatte das Stift von Xanten. Im Mittelalter gehörte Keeken zum Erzbistum Köln, heute zum Bistum Münster. 
Der seit dem 14. Jahrhundert zuständige Landesherr, der Herzog von Kleve, beanspruchte das Präsentationsrecht und ernannte 1553 Johann van Arntzen zum Pfarrer in Keeken. Trotz des Einspruchs des Xantener Stiftskapitels wahrten die Herzöge von Kleve dieses Recht. Seitdem erfolgte die Besetzung der Pfarrstelle abwechselnd durch das Xantener Stiftskapitel und durch den Landesfürsten. 1646 erhielt Graf Adrian von Bylandt für 5000 Reichstaler vom Großen Kurfürsten die Jurisdiktion über Keeken, Bimmen und Düffelward. Seit 1728 besteht in Keeken auch eine evangelische Kirche.
Die Wasserburg Haus Halt ging im 18. Jahrhundert unter.
In der Franzosenzeit ab 1794/98 (mairie im napoleonischen Departement de la Roer) bzw. ab 1816 nach der Rückkehr zum Königreich Preußen gab es bis 1945 ein Amt Keeken (bis 1927 Bürgermeisterei Keeken), aus dem 1945 das Amt Rindern wurde.
Am 1. Juli 1969 wurde Keeken nach Kleve eingemeindet. Die vierklassige Grundschule Keeken wurde 2010 aufgrund zu geringer Neuanmeldungen geschlossen.

## Bevölkerung
Mit nur 78 Einwohnern pro Quadratkilometer (2005) ist Keeken nach Salmorth, Warbeyen und Wardhausen der am viertwenigsten besiedelte Ortsteil der Stadt Kleve.
75 % der Keekener sind katholischer Konfession, rund 9 % sind evangelischer Konfession und weitere 16 % gehören einer anderen oder keiner Konfession an.

### Einwohnerentwicklung
| Jahr      | 2004 | 2005 | 2009  | 2015  |
| Einwohner | 716  | 768  | 788   | 718   |
| Nachweis  |      |      | [ 7 ] | [ 1 ] |

## Touristik
Besonders in den Wintermonaten ist Keeken ein beliebter Anziehungspunkt für Touristen aus dem In- und Ausland, da tausende Wildgänse aus Sibirien und Skandinavien hier ihr Winterquartier halten und in großen Scharen die Acker- und Weideflächen bevölkern.
In den Sommermonaten bietet die Umgebung vor allem Radfahrern mit einem gut ausgebauten Radwegenetz und den durch wenig Autoverkehr gekennzeichneten Landwirtschaftswegen optimale Erholungsmöglichkeiten.
Neben einem Gastronomiebetrieb mit Gästezimmern bieten auch Privatpersonen Ferienwohnungen direkt im Ort an.

### Sehenswürdigkeiten
Neben der katholischen und der evangelischen Kirche stellt die Keekener Windmühle das dritte Wahrzeichen des Ortes dar. Sie wurde im Januar 1811 vom Grafen von Bylandt in Betrieb genommen und war bis 1956 als Kornmühle in Betrieb. Heute beherbergt sie ein Seniorenheim.

## Infozentrum „De Gelderse Poort“
Keeken beherbergt eines der vier Informationszentren des Naturschutzgebietes „De Gelderse Poort“ („Das Tor zu Gelderland“). Es zeigt in den Räumen eines alten Bauernhofes vielfaches über das Leben am und im Rhein. Interaktive Modelle der Landschaft ermöglichen es dem Besucher, durch „Knopfdruck“ die topographische Entwicklung der Region von der Eiszeit bis in die heutige Zeit nachzuvollziehen. Ein etwa sechs Meter großes Modell der umgebenden Landschaft erläutert, mit Unterstützung von Audiotexten, welche Auswirkungen ein Rheinhochwasser auf die Region und das Naturschutzgebiet hat (dabei wird ein Hochwasser simuliert, in dem Wasser in das Modell gepumpt wird). Ein angeschlossener Leseraum, Präparate einheimischer Vögel und ein Aquarium mit im Rhein lebenden Fischen runden das Angebot ab.

## Persönlichkeiten
- Joseph Bautz (1843–1917), deutscher römisch-katholischer Priester und Theologe
- Pierre Theunissen (1931–2021), deutsch-französischer Bildhauer
- Jürgen von Dückerhoff (* 1973), deutscher Künstler und Graphiker